# Jack Butler (Footballspieler)
John „Jack“ Bradshaw Butler (* 12. November 1927 in Pittsburgh, Pennsylvania; † 11. Mai 2013 ebenda) war ein US-amerikanischer American-Football-Spieler in der National Football League (NFL). Er spielte als Defensive Back bei den Pittsburgh Steelers.

## Spielerlaufbahn
Jack Butler studierte zunächst an einem Priesterseminar in Kanada, entschloss sich dann aber ein Collegestudium an der St.-Bonaventura-Universität aufzunehmen. Bis zum Einsatz im dortigen Footballteam hatte er nie organisiert American Football gespielt. Der Sportdirektor der College-Football-Mannschaft war der Bruder von Art Rooney, dem Besitzer der Pittsburgh Steelers und kannte Butler noch aus Pittsburgh, wo er auf Sandplätzen mit Spielkameraden gespielt hatte. Er bat ihn am Trainingsbetrieb der Collegemannschaft teilzunehmen. Butler fand Aufnahme in die Footballmannschaft seines Colleges und spielte dort vier Jahre lang, sowohl in der Offense als End, als auch in der Defense als Defensive Back. Seine Mannschaft zählte während seiner Studienzeit nicht zu den Spitzenteams in der NCAA und stellte 1951 den Spielbetrieb ein. Seiner Bekanntschaft zur Familie Rooney hatte es Butler auch zu verdanken, dass er einen Profivertrag bei den Steelers unterschreiben konnte, ohne in einer NFL Draft gezogen worden zu sein. In der Defense der Steelers wurde John Butler zum Partner des späteren Mitglieds in der Pro Football Hall of Fame Jim Finks. Ein Meisterschaftsgewinn gelang ihm aber nicht. 
Während der Saison 1957 konnte Butler 10 Interceptions erzielen, was eine NFL Jahresbestleistung darstellte. Butler spielte bis 1959 bei der Mannschaft aus Pittsburgh und musste danach, nach 103 Spielen für die Steelers, aufgrund einer Knieverletzung seine Laufbahn beenden. Die Spätfolgen dieser Knieverletzung führten im Jahre 2012 zu einer erneuten Staphylokokken-Infektion, an der Butler im Mai 2013 im Alter von 85 Jahren verstarb. Während seiner aktiven Zeit erwarb er sich den Ruf, ein äußerst harter Spieler zu sein.

## Trainerlaufbahn
Die Trainerlaufbahn von John Butler war kurz. Lediglich im Jahr 1960 arbeitete er als Assistenztrainer bei den Buffalo Bills. Bereits unmittelbar nach seiner Spielerkarriere machten sich aber die körperlichen Verschleißerscheinungen, die der Profisport verursacht hatte, bei ihm bemerkbar. Diese führten auch zum Abbruch seiner Trainerlaufbahn noch vor der Saison. Ab 1961 bis zum Jahr 2007 war Jack Butler als Scout in der NFL tätig. Jack Butler war maßgeblich am Aufbau des Scouting Systems der NFL beteiligt. Er war verheiratet und wurde Vater von acht Kindern. Seine letzte Ruhestätte fand er in seiner Geburtsstadt auf dem Calvary Cemetery.

## Ehrungen
Jack Butler spielte viermal im Pro Bowl, dem Abschlussspiel der besten Spieler einer Saison. Er wurde viermal zum  All-Pro  gewählt und ist Mitglied im NFL 1950s All-Decade Team und in der Saint Bonaventure University Hall Of Fame. Im Jahr 2009 wurde ihm von seinem College die Ehrendoktorwürde verliehen. 2012 wurde Butler in die Pro Football Hall of Fame aufgenommen.